# Ioannis Malokinis
Ioannis Malokinis (en griego: Ιωάννης Μαλοκίνης; 1880 - 1942) fue un nadador griego, que compitió en los Juegos Olímpicos de Atenas 1896.
Malokinis compitió en el evento de 100 metros estilo libre, para marinos. Fue el primero de los tres nadadores que participaron con un tiempo de 2:20.4, un minuto más lento que la del ganador de la prueba abierta.